# Distrito electoral de Foster (condado de Pierce, Nebraska)
Foster (en inglés: Foster Precinct) es un distrito electoral ubicado en el condado de Pierce en el estado estadounidense de Nebraska. En el Censo de 2010 tenía una población de 241 habitantes y una densidad poblacional de 2,6 personas por km².

## Geografía
Foster se encuentra ubicado en las coordenadas 42°18′28″N 97°39′34″O / 42.30778, -97.65944. Según la Oficina del Censo de los Estados Unidos, Foster tiene una superficie total de 92.8 km², que corresponden a tierra firme.

## Demografía
Según el censo de 2010, había 241 personas residiendo en Foster. La densidad de población era de 2,6 hab./km². De los 241 habitantes, Foster estaba compuesto por el 96.68% blancos, el 0.41% eran afroamericanos, el 0.83% eran amerindios y el 2.07% eran de otras razas. Del total de la población el 1.66% eran hispanos o latinos de cualquier raza.